# 10999 Braga-Ribas
10999 Braga-Ribas eller 1978 VC6 är en asteroid i huvudbältet som upptäcktes den 7 november 1978 av de båda amerikanska astronomerna Eleanor F. Helin och Schelte J. Bus vid Palomarobservatoriet. Den är uppkallad efter Felipe Braga-Ribas.
Asteroiden har en diameter på ungefär 8 kilometer.